# Figos cheios de Olhão

## Características
Os Figos cheios são um dos doces regionais mais típicos de Olhão, região localizada no Algarve.
Este doce tão representativo da região tem como ingredientes do seu recheio, essencialmente, amêndoa, chocolate, canela, erva doce e açúcar, o que faz a sua textura invulgar.
Apresentam um formato bastante redondo, têm cor de mel e são torrados e recheados e envolvido, depois, o papel em seda.
Cada figo recheado pesa, em média, 40 gramas.

## Origem
A tradição diz que os figos cheios eram utilizados como forma de alimento energético, quando os marinheiros partiam para pescar, fosse pesca costeira ou longínqua.